# Цвенкау
Цвенкау (њем. Zwenkau) град је у њемачкој савезној држави Саксонија. Једно је од 41 општинског средишта округа Лајпциг. Према процјени из 2010. у граду је живјело 8.820 становника. Посједује регионалну шифру (AGS) 14729430.

## Географски и демографски подаци
Цвенкау се налази у савезној држави Саксонија у округу Лајпциг. Град се налази на надморској висини од 130 метара. Површина општине износи 46,2 km². У самом граду је, према процјени из 2010. године, живјело 8.820 становника. Просјечна густина становништва износи 191 становника/km².